# Dinuka Karunaratne
Edirimuni Dinuka Nishan Perera Karunaratne (singhalesisch: දිනුක කරුණාරත්න; tamil: தினுக கருணாரத்ன; * 6. Oktober 1987 in Galle) ist ein Badmintonspieler aus Sri Lanka.

## Karriere
Dinuka Karunaratne gewann 2006 Bronze bei den Südasienspielen im Herreneinzel. 2007 siegte er bei den Jordan International im Herrendoppel mit seinem Bruder Diluka Karunaratne ebenso wie 2008 bei den Uganda International.

## Sportliche Erfolge
| Saison | Veranstaltung                 | Disziplin    | Platz | Name                                    |
| ------ | ----------------------------- | ------------ | ----- | --------------------------------------- |
| 2006   | Südasienspiele                | Herreneinzel | 3     | Dinuka Karunaratne                      |
| 2007   | Jordan International          | Herrendoppel | 1     | Diluka Karunaratne / Dinuka Karunaratne |
| 2008   | Einzelmeisterschaft Sri Lanka | Herrendoppel | 1     | Dinuka Karunaratne / Diluka Karunaratne |
| 2008   | Uganda International          | Herrendoppel | 1     | Dinuka Karunaratne / Diluka Karunaratne |
| 2011   | Welsh International           | Herreneinzel | 3     | Dinuka Karunaratne                      |
| 2012   | Einzelmeisterschaft Sri Lanka | Herreneinzel | 2     | Dinuka Karunaratne                      |
| 2012   | Einzelmeisterschaft Sri Lanka | Herrendoppel | 1     | Dinuka Karunaratne / Niluka Karunaratne |
| 2014   | Uganda International          | Herreneinzel | 1     | Dinuka Karunaratne                      |